# Gesetz über die religiöse Kindererziehung
Das Gesetz über die religiöse Kindererziehung regelt und begrenzt bundeseinheitlich das Bestimmungsrecht der Eltern in Bezug auf die religiöse Erziehung von Kindern in einem religiösen Glauben oder einer nicht-religiösen Weltanschauung (§ 6). Es dient maßgeblich der Garantie des Grundrechts der positiven und negativen Religionsfreiheit und hat deshalb, obwohl privatrechtliche Regelung, Einfluss auf das Verfassungs- und Staatskirchenrecht. Das Gesetz umfasst elf Paragrafen, von denen inzwischen zwei (§§ 9 f.) durch Zeitablauf gegenstandslos geworden sind.

## Historischer Hintergrund
Am Zustandekommen des Gesetzes über die religiöse Kindererziehung war Wilhelm Marx maßgeblich beteiligt; von ihm stammt auch die Kommentierung des Gesetzes.
Alle dem Gesetz entgegenstehenden Bestimmungen der Landesgesetze sowie Artikel 134 EGBGB wurden aufgehoben.

## Inhalte
In den §§ 1 bis 3 wird das Recht der Eltern zur religiösen Erziehung als Bestandteil der Personensorge geregelt. Insbesondere werden Regelungen für den Fall getroffen, dass sich die Eltern nicht einigen können oder ein Vormund oder Pfleger bestellt ist. Das hat für die Vertretung des Kindes bei Taufe, Kirchenein- und -austritt sowie für die Teilnahme am Religionsunterricht Bedeutung. Betreffend den Religionsunterricht bestehen allerdings in Bayern und im Saarland abweichende Regelungen (vgl. Art. 137 Abs. 1 der Bayerischen Verfassung und Art. 29 der Saarländischen Verfassung) für bekenntnisangehörige Schüler.
§ 2 Abs. 2 besagt: „Es kann jedoch während bestehender Ehe von keinem Elternteil ohne die Zustimmung des anderen bestimmt werden, daß das Kind in einem anderen als dem zur Zeit der Eheschließung gemeinsamen Bekenntnis oder in einem anderen Bekenntnis als bisher erzogen, oder daß ein Kind vom Religionsunterricht abgemeldet werden soll.“ Für gerichtliche Auseinandersetzungen legt Abs. 3 fest: „Das Kind ist zu hören, wenn es das zehnte Jahr vollendet hat.“
§ 4 des Gesetzes legt fest, dass Verträge über die religiöse Erziehung eines Kindes „ohne bürgerliche Wirkung“ sind, also allenfalls im Innenrecht einer Religionsgemeinschaft (Kirchenrecht) Rechtsfolgen haben können.
§ 5 schließlich regelt die Religionsmündigkeit:
Nach Vollendung des vierzehnten Lebensjahrs steht dem Kinde die Entscheidung darüber zu, zu welchem religiösen Bekenntnis es sich halten will. Hat das Kind das zwölfte Lebensjahr vollendet, so kann es nicht gegen seinen Willen in einem anderen Bekenntnis als bisher erzogen werden.
Hier wird der Konflikt zwischen Religionsfreiheit und Erziehungsrecht der Eltern einerseits und der Religionsfreiheit des Kindes andererseits aufgelöst. Mit Eintritt der Religionsmündigkeit kann das Kind demnach ohne Mitwirkung der Eltern die oben genannten Rechtshandlungen vornehmen. 
Die Religionsmündigkeit führt bei Verfahren vor dem Bundesverfassungsgericht zur Grundrechtsmündigkeit und damit Prozessfähigkeit. Das Kind kann also ab diesem Alter, ohne durch die Eltern vertreten zu werden, auf Verletzung des Art. 4 GG gestützte Verfassungsbeschwerde erheben. Insoweit hat das vorkonstitutionelle Gesetz die Wirkung materiellen Verfassungsrechts.
Für Streitigkeiten aus dem Gesetz ist das Familiengericht zuständig (§ 7).